# Tartrat d'antimoni i potassi
El tartrat d'antimoni i potassi, conegut antigament com a tàrtar emètic, és una sal de l'àcid tàrtric que conté els cations antimoni (3+) i potassi. La seva fórmula és {\displaystyle {\ce {K2Sb2(C4H2O6)2}}}. És un compost conegut des de l'edat mitjana i emprat en medicina com a potent emètic (vomitiu). S'emprà, també, en el tractament de l'esquistosomosi i la leishmaniosi.
Es presenta en forma de cristalls hemihidratats, {\displaystyle {\ce {K2Sb2(C4H2O6)2*1/2H2O}}}. Els cristalls són incolors, eflorescents a l'aire, de gust dolcenc, solubles en aigua i insolubles en etanol, que hom obté per escalfament de l'òxid d'antimoni(III) amb una dissolució d'hidrogen tartrat de potassi. És altament tòxic i té aplicació com a mordent per a teixits i cuir, en medicina com a emètic i sudorífic, en perfumeria i com a insecticida.